# Nanašanje tankih plasti
Nanašanje tankih plasti je postopek v kovinarstvu, s katerim na material nanašamo material druge vrste, za kar se uporabljajo različni postopki (CVD, PVD, DLC, ...)
Tanke plasti nanašamo predvsem na materiale, ki jim želimo izboljšati njihove primarne lastnosti za naše potrebe. Najpogosteje jih potrebujemo za zaščito površin. Danes uveljavljeni postopki, ki se uporabljajo za zaščito orodij v orodjarstvu, so kemični CVD) in postopki naparevanja v vakuumu PVD. Debelina plinsko naparjenih prevlek je le nekaj mikrometrov.
Primer trde prevleke je titannitridna prevleka TiN prevleka, ki je zlatorumene barve. Obstajajo pa še TiAlN, CrN,...